# Këkht Aräkh
Këkht Aräkh es el nombre artístico de Dmitry Marchenko (nacido el 2 de agosto de 1997 en Mykolaiv, Mykolaïvs'ka Oblast', Ucrania), un músico de black metal que incorpora elementos de black metal atmosférico y dungeon synth en sus composiciones. En su proyecto solista, se autodenomina Crying Orc. Këkht Aräkh ha estado activo desde 2018 y ha lanzado dos álbumes de estudio.

## Historia
Dmitry Marchenko fundó el proyecto Këkht Aräkh en 2018 en Ucrania. A través de su música, combina aspectos del black metal tradicional con influencias melódicas y atmosféricas, además de incorporar sonidos de dungeon synth. En 2019, lanzó su primer álbum titulado Night & Love bajo el sello Livor Mortis, seguido en 2021 por Pale Swordsman, publicado por Death Kvlt Productions.

## Estilo musical
El estilo de Këkht Aräkh se caracteriza por la fusión de black metal crudo con elementos atmosféricos y de dungeon synth. Sus composiciones suelen incluir pasajes de guitarra acústica y sintetizadores, que contrastan con la agresividad del black metal.

## Discografía
- Night & Love (2019)[3]
- Pale Swordsman (2021)[4]

## Recepción crítica
Los álbumes de Këkht Aräkh han tenido recepción dentro de la escena del black metal underground. Pale Swordsman en particular ha sido mencionado en medios especializados como Invisible Oranges y Angry Metal Guy, que destacaron la combinación de géneros y el enfoque melódico.

## Influencias
Las influencias musicales de Këkht Aräkh incluyen bandas y proyectos de black metal como Burzum, Darkthrone y Paysage d'Hiver, así como músicos del género dungeon synth, como Mortiis. Su enfoque mezcla la dureza característica del black metal con un ambiente más melódico y emocional.

## Premios y nominaciones
| Año  | Trabajo nominado | Premio                 | Categoría     | Resultado |
| ---- | ---------------- | ---------------------- | ------------- | --------- |
| 2021 | Pale Swordsman   | Ukrainian Metal Awards | Álbum del Año | Nominado  |